# Antoine Ghanem
Pour les articles homonymes, voir Ghanem.
Antoine Ghanem, né le 10 août 1943 et mort assassiné le 19 septembre 2007 à Beyrouth, est un homme politique libanais.

## Biographie
Diplômé en droit de l'université Saint-Joseph de Beyrouth et de l’université de Lyon, il enseigne le droit durant de nombreuses années à l’université libanaise.
Il milite dès sa jeunesse au sein du parti Kataëb dans lequel il se rapproche de l’ancien Président de la république Amine Gemayel.
En 2000, il est élu député maronite de Baabda sur la liste parrainée par le leader druze Walid Joumblatt, qui s’est allié avec son ancien ennemi, Amine Gemayel. Membre du bloc de la Rencontre démocratique, il jouit néanmoins d’une certaine autonomie vu son appartenance aux Kataëb.
Il prend fait et cause pour Gemayel dans la lutte politique interne au sein du parti Kataëb, contre le président prosyrien du parti Karim Pakradouni et s’affiche comme un orateur important au sein du Mouvement réformateur Kataëb dirigé par Gemayel.
Il vote en septembre 2004 contre la prorogation du mandat du Président Émile Lahoud et prend part aux assises de l’Opposition anti-syrienne et à la Révolution du Cèdre après l’assassinat de Rafiq Hariri.
Il est réélu en 2005 à son poste de député et siège au conseil politique du parti Kataëb, après la réunification de ce parti et la réconciliation entre Amine Gemayel et Karim Pakradouni.

### Mort
Le 19 septembre 2007, il est tué dans un attentat à Sin-el-Fil, à l'est de Beyrouth, après d'autres personnalités politiques antisyriennes tels Rafiq Hariri, Pierre Gemayel, Walid Eido etc. . Cet assassinat survient deux semaines avant la date de l'élection à l'Assemblée nationale d'un nouveau président. L'objectif de l'attentat est d'empêcher le groupe antisyrien majoritaire à l'Assemblée de porter au pouvoir l'homme de son choix.